# Paul Vogt (Jurist)
Paul Vogt (* 27. April 1877 in Burg (bei Magdeburg); † nach 1964) war Senatspräsident am Reichsgericht. Er war der Untersuchungsrichter im Reichstagsbrandprozess.

## Leben
Der evangelische Sohn eines königlichen Musikdirektors legte die juristischen Prüfungen 1900 und 1906 jeweils mit der Note „ausreichend“ ab. 1906 ernannte man ihn zum Gerichtsassessor. 1909 wurde er zum Staatsanwalt in Insterburg befördert und 1912 nach Berlin versetzt. Am Ersten Weltkrieg nahm er als Hauptmann der Artillerie teil. 1920 stieg er zum Staatsanwaltschaftsrat auf und wurde I. Staatsanwalt bei der Generalstaatsanwaltschaft. 1922 wechselte er auf die Richterbank als Landgerichtsdirektor beim Landgericht Berlin I. In dieser Zeit war er Untersuchungsrichter beim Staatsgerichtshof zum Schutz der Republik im Tscheka-Prozess 1924/25. 1931 kam er als Hilfsrichter an das Reichsgericht. 1932 wurde er zum Reichsgerichtsrat ernannt. Er war im II. Strafsenat durchgehend tätig und somit mitverantwortlich für die regimetreue Rassenschanderechtsprechung des Senats. Im Reichstagsbrandprozess ersetzte er auf persönliche Intervention Adolf Hitlers und Hermann Görings den vormaligen Untersuchungsrichter Braune.  Nach Hans Mommsen gehörte er zu der „Generation deutscher Juristen, die glaubte, die abstrakte Staatsordnung mit rücksichtsloser Schärfe vor marxistischem Umsturz bewahren zu müssen, und die in politischen Sachen zweierlei Maß anzulegen geneigt war“ und es war nach Mommsen „die Schuld Vogts, daß der Prozeß vor dem Reichsgericht einen so kläglichen Verlauf nahm.“ 1937 erfolgte die Ernennung zum Senatspräsidenten. 1944 wurde er in den Ruhestand versetzt.
Nach der Besetzung Leipzigs durch die Rote Armee wurde er durch den NKWD verhaftet. Nach Aufenthalten in den Speziallagern in Mühlberg und Buchenwald wurde er 1950 im Rahmen der Waldheimer Prozesse zu 20 Jahren Zuchthaus verurteilt. Er kam 1952 frei und lebte noch Jahrzehnte nahe Stade in Niedersachsen.

„Vogt gilt späteren Kommentatoren der Ereignisse als „Held“ (z. B. Radbruch [...]: dass es beim Reichsgericht auch in schlimmster Zeit „aufrechte Männer gab ...“), weil er sich im Jahr 1944 gegenüber Justizminister Thierack weigerte, zwei Revisionen zurückzuweisen – ein Vorgang, der immerhin zeigt, dass Widerstand ohne Gefahr für Leib und Leben möglich war. Vgl. auch die lobende Erwähnung Vogts bei Eberhard Schmidt [...]. Vogts Mitwirkung an den besonders widerwärtigen [Rassenschande-]Urteilen des 2. Senats (Vogt war von Anfang an dabei) hat seine Heldenrolle nicht tangiert.“

## Literarische Verarbeitung
Im 1935 verfassten Roman "Die Tochter des Generals" aus der Feder von Arkadij Maslow taucht Vogt als Untersuchungsrichter beim Reichsgericht auf. Dort verhört er im Stile eines Inquisitors mehrere Charaktere, unter anderem Marie Louise von Bimmelburg – eine Figur, die der Tochter des Reichswehrgenerals Kurt von Hammerstein-Equord nachempfunden ist. Maslow charakterisierte seine Figur als Musterbeispiel des untergeordneten NS-Technokraten:
"Herr Vogt machte seine Sache gut, wenn es um leichte Fälle ging, aber Herr Vogt war jederzeit nur ein Werkzeug, ein Transmissionsmechanismus, eine Art Rieselfeld, das man mit den unappetitlichsten Abfällen bewirft, die es verarbeitet, um daraus nahrhaftes Gemüse zu liefern, das andere konsumieren"

## Parteimitgliedschaften
- 1918–1927/28 Mitglied der DNVP
- 1. Mai 1933 Mitglied der NSDAP (Mitgliedsnummer 2.989.215)

## Ehrungen
- 1938 Goldenes Treudienst-Ehrenzeichen
- 1943 Kriegsverdienstkreuz II. Klasse